# センチュリーロイヤルホテル
センチュリーロイヤルホテル（英: Century Royal Hotel）は、北海道札幌市中央区にあったホテル。

## 沿革
- 1973年（昭和48年） - 「センチュリーローヤルホテル」開業[4]。
- 1990年（平成2年） - 「センチュリーロイヤルホテル」と改称。
- 2007年（平成19年） - 札幌国際観光が「民事再生法」申請[5]。ホテルの営業継続。
- 2008年（平成20年） - 札幌国際観光が恵庭開発の子会社になる[6]。
- 2010年（平成22年） - マルセンクリーニングが札幌国際観光の営業権取得[7][8]。
- 2012年（平成24年） - 札幌市と「さっぽろ食の安全・安心推進協定」締結[9]。
- 2015年（平成27年） - 別海町と「認定飲食店事業協定書」締結[10]。
- 2016年（平成28年） - 札幌国際大学・札幌国際大学短期大学部と「包括連携と協力に関する協定」締結[11]。市立札幌大通高等学校と「包括連携と協力に関する協定」締結[12]。「札幌市食品衛生管理認証制度」（さっぽろHACCP）において「プレミアムステージ認証」取得[13]。
- 2024年（令和6年）- 閉館[3]。

## 施設
ビルの4階 - 8階はオフィスになっており、ホテルフロント・ロビーは2階、客室は10階 - 18階にある。
客室
- エクスクルーシヴフロア・BLANC
  - シティビューツイン (59.1 m²〜67.0 m²)
  - リラクゼーションツイン (66.1 m²〜80.3 m²)
  - リラクゼーションダブル (59.7 m²〜61.0 m²)
  - ベーシックツイン (58.4 m²〜61.7 m²)
- スタイリッシュフロア
  - スタイリッシュキング (22.0 m²)
  - スタイリッシュツイン (22.0 m²)
  - スタイリッシュシングル (17.6 m²)
  - スタイリッシュダブル (19.5 m²)
  - スタイリッシュコーナーツイン (38.4 m²)
  - スタイリッシュラージツイン (29.3 m²)
  - スタイリッシュデラックスツイン (34.4 m²)
  - スタイリッシュコーナーキング (42.3 m²)
- スタンダードフロア
  - スタンダードシングル (17.6 m²)
  - セミダブル (19.5 m²)
  - スタンダードツイン (22.0 m²)
  - コーナーデラックスツイン (38.4 m²)
  - デラックスツイン (34.4 m²)
  - コンフォートデラックスツイン (42.3 m²)
  - ジュニアスイート (59.6 m²)
  - センチュリースイート (62.5 m²)

レストラン
- スカイレストラン ロンド（北海道内唯一の回転レストラン [14]）
- 日本料理 北乃路
- ユーヨーテラス サッポロ
- ティーラウンジ フォンティーヌ

ウェディング
- クリスタルチャペル
- 人前式
- ジュアン・ペルル[15]

宴会・会議
- グレイス (257.4 m²)
- ノーブル (223.1 m²)
- エレガンス (187.7 m²)
- ルミナス (200.8 m²)
  - ルミナスA (75.5 m²)
  - ルミナスC (93.0 m²)
  - ルミナスBC (125.3 m²)

その他
- リラクゼーションサロン サナティオ[16]
- スーベニアショップ
- ファミリーマート
- アイ・カフェ

## アクセス
北5条手稲通沿いにあり、北海道旅客鉄道（JR北海道）札幌駅・札幌市営地下鉄さっぽろ駅に地下直結している。
- 新千歳空港から高速道路利用して車で約60分